# كلب قصير الأذنين
الكلب قصير الأذنين (بالإنجليزية: Atelocynus microtis)‏، المعروف أيضا باسم زورو قصير ألاذنين وكلب صغير الأذنين، هو فريد من نوعه ومراوغ، مستوطنة في حوض الأمازون.
وهو النوع الوحيد في جنس Atelocynus